# Török törpehörcsög
A török törpehörcsög (Mesocricetus brandti) az emlősök (Mammalia) osztályának rágcsálók (Rodentia) rendjébe, ezen belül a hörcsögfélék (Cricetidae) családjába tartozó rágcsálófaj.

## Előfordulása
Ez az állatfaj Törökországban, a Kaukázusban és Ázsia nyugati részén fordul elő. A Mesocricetus-fajok közül a török törpehörcsögnek van a legnagyobb elterjedési területe. A következő országokban található meg: Azerbajdzsán, Grúzia, Irán, Oroszország, Örményország és Törökország.
2600 méteres tengerszint feletti magasságban is fellelhető, azonban általában csak 1000-2000 méter magasban él.

## Megjelenése
A hörcsög zömök testű rágcsáló. Testhossza 20–25 cm, amelyből a farok 2–3 cm. Testtömege 50-90 gramm között mozog.
Feje sötétszürke. Háta szürke, hasa fekete. Néha előfordulhatnak fekete példányok is. Egérre hasonlít.

## Életmódja
A hörcsög alkonyatkor és éjszaka aktív. Túlszaporodása idején azonban nappal is megfigyelhető. Éjjel táplálékgyűjtés közben óriási területeket jár be. Egész nyáron gyűjtöget, egy öregebb hímnek akár 3–5 éléskamrája is lehet, melyeket télire megtölt.
A hímek és a nőstények külön, magányosan élnek, önmaguk által készített föld alatti járatokban. Csak a párzási időben viselik el egymás közelségét. A párzási időn kívül kolóniákban élnek, lakóhelyeik közel vannak egymáshoz. Territóriumát mirigyváladékával jelöli meg. A kotorék messzire elágazó, akár 6-8 méter hosszú is lehet. A járatoknak több kijárata és függőleges vészkijárata (azaz „vészbejárata”) van. Ezek segítségével a hörcsög veszély esetén pillanatok alatt elbújhat. Az alagútrendszerben különféle kamrák vannak: bélelt hálókamra, éléskamra és „latrina”. A hörcsög rendkívül tiszta állat, a latrinát télen használja, amikor üríteni se megy ki a járatból. Ha megtelik, földdel fedi be.
A hörcsögnek számos ellensége van. Kedvelt tápláléka a nagyobb ragadozó madaraknak, például a parlagi sasnak vagy a baglyoknak. Sok hörcsögöt zsákmányol a görény és a róka is. A görény még a járataiba is követni tudja. Mezőgazdasági kártétele miatt az ember irtja.
A hörcsög igen agresszív állat. Még a nála nagyobb testű állatokkal is vakmerően szembeszáll. Ha megtámadják, hátsó lábaira áll, „felfújja magát”, fogait csikorgatja és csattogtatja.
A hörcsög október végétől márciusig téli álmot alszik, ezalatt többször felébred és a felhalmozott készletekből táplálkozik. Ezt az időszakot 1,5–2 méter mélyen lévő, föld alatti járataiban tölti. A vackát puha növényi szárakkal anyagokkal gondosan kibéleli. Időnként felébred, hogy egyen a felraktározott gabonamagvakból és használja az erre a célra fenntartott ürítőhelyet.
Táplálékát elsősorban zöld növényi részek, gabonamagvak és gyümölcsök alkotják. Emellett állati eredetű táplálékot is fogyaszt, megeszi a rovarokat, gilisztákat és csigákat is. A mezőgazdasági területeken nagy károkat okoz. Az élelmet pofazacskójába gyűjti, és raktáraiba viszi. Pofazacskóiból mellső lábaival gyömöszöli ki az eleséget. Föld alatti raktáraiban hatalmas mennyiségű, akár 15 kg magot is felhalmozhat télire.

## Szaporodása
Ha az időjárási viszonyok kedvezőek, a hörcsög évente kétszer-háromszor is szaporodhat. A szaporodási időszak áprilistól júliusig tart. Egy-egy nőstény 16 napos vemhesség után 4-16 kölyköt hoz a világra. A kicsik csupaszon és vakon születnek. Testtömegük 7-8 g. Elég gyorsan fejlődnek, testüket már pár naposan selymes piheszőr borítja. Szemük 2 hetes korukban nyílik ki. 3 hetes korukra önállóan táplálkoznak. 4 hetes korukra teljesen önállóak, és elhagyják anyjuk fészkét. Ivarérettségüket 3 hónaposan érik el.